# Lupophon

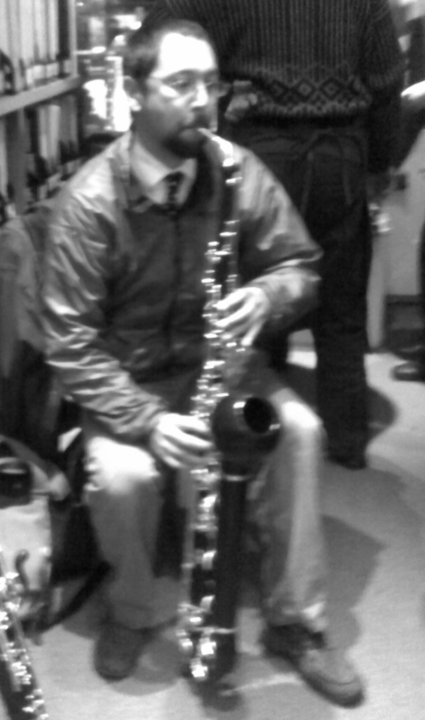
Musikinstrument Lupophon

Das Lupophon ist ein Holzblasinstrument, das von den deutschen Instrumentenbauern Guntram Wolf und Benedikt Eppelsheim entwickelt wurde und seit 2010 von Guntram Wolf angeboten wird. Der Name des Instruments bezieht sich auf den Namen seines Erfinders (lupo: italienisch für Wolf), analog zur Namensgebung von Sarrusophon, Saxhorn, Saxophon, Heckelphon oder Rothphon. Das Lupophon ist ein modifiziertes Heckelphon; sein Korpus besteht aus Berg-Ahorn; die Bohrung ist innen ausgegossen.
Sein Tonumfang reicht bis zum tiefen F. Der Schallbecher ist wie beim Saxophon nach oben gebogen, um das Lupophon trotz seiner Rohrlänge von etwa 173 cm handhabbar zu machen. Dank der zusätzlichen vier tiefsten Halbtöne kann das Lupophon die für Heckelphon komponierte Stimme aus Richard Strauss’ Eine Alpensinfonie spielen, die den Tonumfang des Heckelphons unterschreitet.
Die erste kammermusikalische Komposition, in der das Lupophon als Soloinstrument auftritt, PLP für Lupophon und zwei Klaviere von Samuel Andreyev, wurde am 15. März 2011 in Amsterdam von Martin Bliggenstorfer uraufgeführt.